# Prix de l'Atlantique
Groupe I international
Le Prix de l'Atlantique est une course hippique de trot attelé se déroulant au mois d'avril sur l'hippodrome d'Enghien-Soisy.
C'est une course internationale de Groupe I réservée aux chevaux de 4  à   11 ans (hongres exclus), ayant gagné au moins 130 000 €.
Elle se court sur la distance de 2 150 mètres, départ à l'autostart. L'allocation s'élève à de 200 000 € dont 90 000 € pour le vainqueur.

## Palmarès
| Année | Cheval                                                         | S/A                                                            | Pays                                                           | Père                                                           | Driver                                                         | Entraîneur                                                     | Deuxième                                                       | Troisième                                                      | Réd.km                                                         |
| ----- | -------------------------------------------------------------- | -------------------------------------------------------------- | -------------------------------------------------------------- | -------------------------------------------------------------- | -------------------------------------------------------------- | -------------------------------------------------------------- | -------------------------------------------------------------- | -------------------------------------------------------------- | -------------------------------------------------------------- |
| 2025  | Iguski Sautonne                                                | M.7                                                            | France                                                         | Village Mystic                                                 | Matthieu Abrivard                                              | Matthieu Abrivard                                              | Go on Boy                                                      | Ampia Mede SM                                                  | 1'11"2                                                         |
| 2024  | Horsy Dream                                                    | M.7                                                            | France                                                         | Scipion du Goutier                                             | Éric Raffin                                                    | Pierre Belloche                                                | Hohneck                                                        | Elvis du Vallon                                                | 1'10"2                                                         |
| 2023  | Étonnant                                                       | M.9                                                            | France                                                         | Timoko                                                         | Anthony Barrier                                                | Richard Westerink                                              | Go on Boy                                                      | Hohneck                                                        | 1'11"                                                          |
| 2022  | Vivid Wise As                                                  | M.8                                                            | Italie                                                         | Yankee Glide                                                   | Matthieu Abrivard                                              | Alessandro Gocciadoro                                          | Étonnant                                                       | Délia du Pommereux                                             | 1'11"7                                                         |
| 2021  | Vivid Wise As                                                  | M.7                                                            | Italie                                                         | Yankee Glide                                                   | Alessandro Gocciadoro                                          | Alessandro Gocciadoro                                          | Étonnant                                                       | Délia du Pommereux                                             | 1'11"                                                          |
| 2020  | Course non disputée (confinement dû à la pandémie de Covid-19) | Course non disputée (confinement dû à la pandémie de Covid-19) | Course non disputée (confinement dû à la pandémie de Covid-19) | Course non disputée (confinement dû à la pandémie de Covid-19) | Course non disputée (confinement dû à la pandémie de Covid-19) | Course non disputée (confinement dû à la pandémie de Covid-19) | Course non disputée (confinement dû à la pandémie de Covid-19) | Course non disputée (confinement dû à la pandémie de Covid-19) | Course non disputée (confinement dû à la pandémie de Covid-19) |
| 2019  | Looking Superb                                                 | M.6                                                            | Norvège                                                        | Orlando Vici                                                   | Jean-Michel Bazire                                             | Jean-Michel Bazire                                             | Uza Josselyn                                                   | Tessy d'Été                                                    | 1'10"6                                                         |
| 2018  | Bold Eagle                                                     | M.7                                                            | France                                                         | Ready Cash                                                     | Franck Nivard                                                  | Sébastien Guarato                                              | Bélina Josselyn                                                | Bird Parker                                                    | 1'13"6                                                         |
| 2017  | Bold Eagle                                                     | M.6                                                            | France                                                         | Ready Cash                                                     | Franck Nivard                                                  | Sébastien Guarato                                              | Billie de Montfort                                             | Ave Avis                                                       | 1'12"2                                                         |
| 2016  | Lionel                                                         | M.6                                                            | Norvège                                                        | Look de Star                                                   | Franck Nivard                                                  | Fabrice Souloy                                                 | Tiégo d'Étang                                                  | Un Mec d'Héripré                                               | 1'12"2                                                         |
| 2015  | Moving On                                                      | F.5                                                            | Suède                                                          | Quite Easy US                                                  | Franck Nivard                                                  | Fabrice Souloy                                                 | Princess Grif                                                  | Timoko                                                         | 1'12"9                                                         |
| 2014  | Pascia' Lest                                                   | M.5                                                            | Italie                                                         | Varenne                                                        | Enrico Bellei                                                  | Thierry Duvaldestin                                            | Univers de Pan                                                 | Tiégo d'Étang                                                  | 1'11"3                                                         |
| 2013  | Timoko                                                         | M.6                                                            | France                                                         | Imoko                                                          | Jos Verbeeck                                                   | Richard Westerink                                              | Triode de Fellière                                             | Quoumba de Guez                                                | 1'12"8                                                         |
| 2012  | Main Wise AS                                                   | M.6                                                            | Italie                                                         | Yankee Glide                                                   | Sébastien Ernault                                              | Mike Lenders                                                   | Roxane Griff                                                   | Quaker Jet                                                     | 1'13"1                                                         |
| 2011  | Main Wise AS                                                   | M.5                                                            | Italie                                                         | Yankee Glide                                                   | Pierre Levesque                                                | Pierre Levesque                                                | Quaker Jet                                                     | Queen's Glory                                                  | 1'12"5                                                         |
| 2010  | Quaker Jet                                                     | M.6                                                            | France                                                         | Love You                                                       | Jean-Étienne Dubois                                            | Jean-Étienne Dubois                                            | Orlando Sport                                                  | Nouba du Saptel                                                | 1'11"7                                                         |
| 2009  | Nouba du Saptel                                                | F.8                                                            | France                                                         | Canada                                                         | Yves Dreux                                                     | Pascal-André Geslin                                            | Olga du Biwetz                                                 | Le Retour                                                      | 1'11"8                                                         |
| 2008  | Exploit Caf                                                    | M.7                                                            | Italie                                                         | Toss Out                                                       | Jean-Michel Bazire                                             | Fabrice Souloy                                                 | Opus Viervil                                                   | Nouba du Saptel                                                | 1'12"6                                                         |
| 2007  | Meaulnes du Corta                                              | M.7                                                            | France                                                         | Voici du Niel                                                  | Pierre Levesque                                                | Pierre Levesque                                                | Nouba du Saptel                                                | Exploit Caf                                                    | 1'12"                                                          |
| 2006  | Jag de Bellouet                                                | M.9                                                            | France                                                         | Viking's Way                                                   | Christophe Gallier                                             | Christophe Gallier                                             | Kazire de Guez                                                 | Java Darche                                                    | 1'12"                                                          |
| 2005  | Jag de Bellouet                                                | M.8                                                            | France                                                         | Viking's Way                                                   | Christophe Gallier                                             | Christophe Gallier                                             | Jardy                                                          | Västerbo Daylight                                              | 1'11"4                                                         |
| 2004  | Jag de Bellouet                                                | M.7                                                            | France                                                         | Viking's Way                                                   | Jos Verbeeck                                                   | Christophe Gallier                                             | Kesaco Phedo                                                   | Love You                                                       | 1'13"1                                                         |
| 2003  | Insert Gédé                                                    | M.7                                                            | France                                                         | Jet du Vivier                                                  | Yves Dreux                                                     | Jean-Luc Bigeon                                                | Jasoda                                                         | Ipson de Mormal                                                | 1'12"8                                                         |
| 2002  | Fan Idole                                                      | F.9                                                            | France                                                         | Le Ham                                                         | R.-W. Denéchère                                                | R.-W. Denéchère                                                | Zinzan Brooke Tur                                              | Grassano                                                       | 1'13"1                                                         |
| 2001  | Gobernador                                                     | M.7                                                            | France                                                         | Buvetier d'Aunou                                               | Dominik Locqueneux                                             | Pierre-Désiré Allaire                                          | Fan Idole                                                      | Giant Cat                                                      | 1'14"3                                                         |
| 2000  | Fan Idole                                                      | F.7                                                            | France                                                         | Le Ham                                                         | R.-W. Denéchère                                                | R.-W. Denéchère                                                | Général du Pommeau                                             | Obelix Laukko                                                  | 1'16"4                                                         |
| 1999  | Ganymède                                                       | M.5                                                            | France                                                         | Buvetier d'Aunou                                               | Jean-Pierre Dubois                                             | Jean-Pierre Dubois                                             | Remington Crown                                                | Ephata                                                         | 1'13"7                                                         |
| 1998  | Défi d'Aunou                                                   | M.7                                                            | France                                                         | Armbro Goal                                                    | Jean-Étienne Dubois                                            | Jean-Étienne Dubois                                            | Écho                                                           | General November                                               | 1'15"2                                                         |
| 1997  | Défi d'Aunou                                                   | M.6                                                            | France                                                         | Armbro Goal                                                    | Jean-Étienne Dubois                                            | Jean-Étienne Dubois                                            | Abo Volo                                                       | Full Account                                                   | 1'14"3                                                         |
| 1996  | Coktail Jet                                                    | M.6                                                            | France                                                         | Quouky Williams                                                | Jean-Étienne Dubois                                            | Jean-Étienne Dubois                                            | Activity                                                       | Courlis du Pont                                                | 1'11"4                                                         |
| 1995  | Bonheur de Tillard                                             | M.6                                                            | France                                                         | Podosis                                                        | Jean-Claude Hallais                                            | Jean-Claude Hallais                                            | Vourasie                                                       | Camino                                                         | 1'15"                                                          |
| 1994  | Vourasie                                                       | F.7                                                            | France                                                         | Fakir du Vivier                                                | Bernard Oger                                                   | Léopold Verroken                                               | Bahama                                                         | Arnaqueur                                                      | 1'15"9                                                         |
| 1993  | Vourasie                                                       | F.6                                                            | France                                                         | Fakir du Vivier                                                | Bernard Oger                                                   | Léopold Verroken                                               | Campo Ass                                                      | Bahama                                                         | 1'16"2                                                         |
| 1992  | Ursulo de Crouay                                               | M.6                                                            | France                                                         | Mivus                                                          | Joël Hallais                                                   | Joël Hallais                                                   | Uzo Charmeur                                                   | Vittorio                                                       | 1'16"3                                                         |
| 1991  | Rêve d'Udon                                                    | M.8                                                            | France                                                         | Éjakval                                                        | Yves Dreux                                                     | Bernard Desmontils                                             | Shalom                                                         | Seddouk Super                                                  | 1'18"2                                                         |
| 1990  | Rêve d'Udon                                                    | M.7                                                            | France                                                         | Éjakval                                                        | Yves Dreux                                                     | Bernard Desmontils                                             | Pussy Cat                                                      | Sabre d'Avril                                                  | 1'15"3                                                         |
| 1989  | Ourasi                                                         | M.9                                                            | France                                                         | Greyhound                                                      | M.-M.Gougeon                                                   | Jean-René Gougeon                                              | Rêve d'Udon                                                    | Pussy Cat                                                      | 1'19"2                                                         |
| 1988  | Ourasi                                                         | M.8                                                            | France                                                         | Greyhound                                                      | Jean-René Gougeon                                              | Jean-René Gougeon                                              | Quiton du Coral                                                | Quartz                                                         | 1'15"1                                                         |
| 1987  | Ourasi                                                         | M.7                                                            | France                                                         | Greyhound                                                      | Jean-René Gougeon                                              | Jean-René Gougeon                                              | Prince Royal                                                   | Navigo                                                         | 1'16"3                                                         |
| 1986  | Ourasi                                                         | M.6                                                            | France                                                         | Greyhound                                                      | Jean-René Gougeon                                              | Jean-René Gougeon                                              | Mon Tourbillon                                                 | Ogorek                                                         | 1'16"5                                                         |
| 1985  | Mon Tourbillon                                                 | M.7                                                            | France                                                         | Amyot                                                          | Jean-Pierre Viel                                               | Jean-Pierre Viel                                               | Ogorek                                                         | Minou du Donjon                                                | 1'15"2                                                         |
| 1984  | Lurabo                                                         | M.7                                                            | France                                                         | Ura                                                            | M.-M.Gougeon                                                   | Jean-Lou Peupion                                               | Mon Tourbillon                                                 | Lutin d'Isigny                                                 | 1'16"6                                                         |
| 1983  | Mon Tourbillon                                                 | M.5                                                            | France                                                         | Amyot                                                          | Jean-Pierre Viel                                               | Jean-Pierre Viel                                               | Lutin d'Isigny                                                 | Keystone Patriot                                               | 1'19"1                                                         |
| 1982  | Ianthin                                                        | M.8                                                            | France                                                         | Vésuve T                                                       | Paul Delanoë                                                   | Marin Tribondeau                                               | Katinka                                                        | Kisin                                                          | 1'17"                                                          |
| 1981  | Idéal du Gazeau                                                | M.7                                                            | France                                                         | Alexis III                                                     | Eugène Lefèvre                                                 | Eugène Lefèvre                                                 | Ianthin                                                        | Képi Vert                                                      | 1'15"8                                                         |
| 1980  | Jorky                                                          | M.5                                                            | France                                                         | Kerjacques                                                     | Léopold Verroken                                               | Léopold Verroken                                               | Hadol du Vivier                                                | Fleur de Prère                                                 | 1'17"3                                                         |
| 1979  | Hadol du Vivier                                                | M.6                                                            | France                                                         | Mitsouko                                                       | Jean-René Gougeon                                              | Henri Levesque                                                 | Grandpré                                                       | Fleur de Prère                                                 | 1'16"7                                                         |
| 1978  | Éléazar                                                        | M.8                                                            | France                                                         | Kerjacques                                                     | Léopold Verroken                                               | Léopold Verroken                                               | Hadol du Vivier                                                | Feinte                                                         | 1'17"1                                                         |
| 1977  | Bellino II                                                     | M.10                                                           | France                                                         | Boum III                                                       | Jean-René Gougeon                                              | Maurice Macheret                                               | Éléazar                                                        | Équiléo                                                        | 1'16"5                                                         |
| 1976  | Bellino II                                                     | M.9                                                            | France                                                         | Boum III                                                       | Jean-René Gougeon                                              | Maurice Macheret                                               | Équiléo                                                        | Clissa                                                         | 1'16"6                                                         |
| 1975  | Bellino II                                                     | M.8                                                            | France                                                         | Boum III                                                       | Jean-René Gougeon                                              | Maurice Macheret                                               | Dimitria                                                       | Éphèse                                                         | 1'17"8                                                         |
| 1974  | Chablis                                                        | M.6                                                            | France                                                         | Nonant le Pin                                                  | Bernard Froger                                                 | Jean-Claude Mariette                                           | Paris Air                                                      | Amyot                                                          | 1'17"1                                                         |
| 1973  | Buffet II                                                      | M.6                                                            | France                                                         | Nonant le Pin                                                  | Louis Hanse                                                    | Louis Hanse                                                    | Une de Mai                                                     | Bill D                                                         | 1'16"5                                                         |
| 1972  | Une de Mai                                                     | F.8                                                            | France                                                         | Kerjacques                                                     | Jean-René Gougeon                                              | Jean-René Gougeon                                              | Beau Rivage                                                    | Volnay II                                                      | 1'18"5                                                         |
| 1971  | Une de Mai                                                     | F.7                                                            | France                                                         | Kerjacques                                                     | M.-M.Gougeon                                                   | Jean-René Gougeon                                              | Tidalium Pelo                                                  | Verdict                                                        | 1'16"6                                                         |
| 1970  | Tony M                                                         | M.7                                                            | France                                                         | Horus L                                                        | Léopold Verroken                                               | Léopold Verroken                                               | Une de Mai                                                     | Tivaty Pelo                                                    | 1'20"7                                                         |
| 1969  | Une de Mai                                                     | F.5                                                            | France                                                         | Kerjacques                                                     | Jean-René Gougeon                                              | Jean-René Gougeon                                              | Roquépine                                                      | Toscan                                                         | 1'17"1                                                         |
| 1968  | Roquépine                                                      | F.7                                                            | France                                                         | Atus II                                                        | Henri Levesque                                                 | Henri Levesque                                                 | Eileen Eden                                                    | Short Stop                                                     | 1'18"7                                                         |
| 1967  | Roquépine                                                      | F.6                                                            | France                                                         | Atus II                                                        | Henri Levesque                                                 | Henri Levesque                                                 | Seigneur                                                       | Pick Wick                                                      | 1'17"5                                                         |
| 1966  | Pick Wick                                                      | M.7                                                            | France                                                         | Kairos                                                         | Gerhard Krüger                                                 | Gerhard Krüger                                                 | Quéronville LB                                                 | Oscar RL                                                       | 1'17"9                                                         |
| 1965  | Elma                                                           | F.4                                                            | États-Unis                                                     | Rodney                                                         | John Simpson                                                   | John Simpson                                                   | Elaine Rodney                                                  | Olten L                                                        | 1'17"7                                                         |
| 1964  | Elaine Rodney                                                  | F.7                                                            | États-Unis                                                     | Rodney                                                         | Gerhard Krüger                                                 | Gerhard Krüger                                                 | Olten L                                                        | Oscar RL                                                       | 1'16"9                                                         |
| 1963  | Olten L                                                        | M.5                                                            | France                                                         | Carioca II                                                     | Jean-René Gougeon                                              | Jean-René Gougeon                                              | Ozo                                                            | Morlant D                                                      | 1'17"7                                                         |
| 1962  | Nicias Grandchamp                                              | M.5                                                            | France                                                         | Fandango                                                       | Michel-Marcel Gougeon                                          | Jean-René Gougeon                                              | Ourfa                                                          | Brogue Hanover                                                 | 1'20"1                                                         |
| 1961  | Le Roi d'Atout D                                               | M.6                                                            | France                                                         | Échec au Roi                                                   | Georges Dreux                                                  | Georges Dreux                                                  | Masina                                                         | Katinka                                                        | 1'17"3                                                         |

## Sources
- Pour les conditions de course et les dernières années du palmarès : site de la SETF
- Pour les courses plus anciennes :
  - site trot.courses-france.com - Prix de l'Atlantique (1980-2008)
  - site trot.courses-france.com - Prix de l'Atlantique (1970-1979)
  - archives des quotidiens  (Ouest-France, Sud-Ouest…)